# Маріо Соффічі
Маріо Еміліо Соффі́чі (ісп. Mario Emilio Soffici; нар. 14 травня 1900, Флоренція — пом. 10 травня 1977, Буенос-Айрес) — аргентинський кінорежисер і кіноактор італійського походження.

## Біогнафія
Народився 14 травня 1900 у місті Флоренції (Королівство Італія). 1909 року його сім'я емігрувала  до Аргентини.
Працював в театрі. У кіно з 1931 року. Як режисер дебютував 1935 року. У 1940—1945 роках ставив в основному комерційні фільми. На початку 1950-х років разом з Лукасом Демаре та іншими режисерами організував виробничо-прокатну фірму «Сінематографіко Сінко», яка зіграла велику роль в появі плеяди нових постановників (Л. С. Амадорі, Т. Демічельї, Л. Флейдер та інші).
Помер в Буенос-Айресі 10 травня 1977 року.

## Творчість
1931 року знявся в фільмі  «Красуні Буенос-Айреса». Грав в картинах А. Феррейри. У 1935 році поставив перший фільм «Душа кар'єриста». Кращі фільми:
- «Північний вітер» (1937);
- «Кадети Сан-Мартільйо» (1937);
- «111-й кілометр» (1938) і «Бранці землі» (за розповідями Орасіо Кироги, 1939);
- «Старий доктор» (1938);
- «Безславні герої» (1939);
- «Старий лікар» (1939);
- «Троє з річки» (1943);
- «Ревнощі» (1946, по «Крейцеровій сонаті» Льва Толстого);
- «Вогняна земля» (1948);
- «Дивна пригода з людиною і звіром» (1950);
- «Човен без рибалки» (1950);
- «Небажана» (1951);
- «Заміжні жінки» (1953);
- «Жінка з моря» (1953, по Г. Ібсену)
- «Сірий квартал» (1954);
- «Росаура о 10 годині» (1957, по М. Денєві,  премія Національного інституту кінематографії);
- «Власність» (1961);
- «Глядачі і циркові артисти» (1969).